# 高新发展
成都高新发展股份有限公司 （深交所：000628）是中国深圳证券交易所的一家上市公司，主营业务范围为房地产开发与经营业。
2011年，该公司主营业务收入为1445368942.74元，公司净利润为6027200.26元，公司总资产为3089663419.27元。